# Yōzei Tennō
L'emperador Yōzei (陽成天皇, Yōzei-tennō, 2 de gener, 869 - 23 d'octubre, 949) va ser el 57è emperador del Japó, segons l'ordre tradicional de successió.
El regnat d'Yōzei va abastar els anys del 876 al 884.

## Narrativa tradicional
Abans de la seva ascensió al Tron del Crisantem, el seu nom personal (la seva imina) era Sadaakira Shinnō (貞明親王).
Yōzei era el fill gran de l'emperador Seiwa. La seva mare era l'emperadriu Fujiwara no Takaiko, que també era coneguda després de l'abdicació de Seiwa com l'emperadriu Nijō. La mare d'Yōzei era germana de Fujiwara no Mototsune, que ocuparia un lloc destacat en la vida del jove emperador.
A l'antic Japó, hi havia quatre clans nobles, els Gempeitōkitsu (源平藤橘). Un d'aquests clans, el clan Minamoto (源氏) també es coneix com Genji, i d'aquests, els Yōzei Genji (陽成源氏) descendeixen del 57è emperador Yōzei.
Yōzei va tenir nou fills imperials, nascuts després d'haver abdicat.
Es diu que tenia inestabilitat mental després d'accedir al seu càrrec a una edat jove i tendra. Es va concentrar en el waka durant els seus últims anys. El seu famós waka va expressar el seu amor creixent superposant la imatge del cabal del riu.

## Esdeveniments de la vida d'Yōzei
Yōzei va ser nomenat emperador quan era un nen jove immadur i sense formació.
- 869 (Jōgan 10): va néixer Yōzei, i és nomenat hereu de Seiwa l'any següent.[10]
- 18 de desembre de 876 (Jōgan 18, 29è dia del mes 11): l'any 18 del regnat de l'emperador Seiwa (清和天皇十八年), va cedir el seu tron al seu fill, la qual cosa significava que el nen petit va rebre la successió (senso). Poc després, l'emperador Yōzei va accedir formalment al tron (sokui).[11]
- 20 de gener de 877 (Gangyō 1, 3r dia del primer mes): Yōzei va ser entronitzat formalment als 8 anys; i es va proclamar l'inici d'un nou nengō. Tanmateix, la nova residència que s'estava construint per a l'emperador no s'havia acabat; i inicialment, ha de viure en un altre lloc del complex del palau.[10]
- 877 (Gangyō 1, 2n mes): Ambaixadors de Baekje van arribar a la província d'Izumo; però van ser tornats enrere.[10]
- 877 (Gangyō 1, 6è mes): Hi va haver una gran sequera; i es van fer sacrificis als temples de Hachiman, Kamo i altres temples de la província d'Ise. Finalment, va ploure.[10]
- 883 (Gangyō 7, 1r mes): En la seva primera adolescència, Yōzei sovint passava temps sol; i de vegades donava menjar a les serps de granotes vives per poder veure com el rèptil s'empassava; o de vegades, trobava plaer a posar gossos i micos per lluitar. Amb el temps, aquestes diversions es van fer més perilloses. Ell mateix va executar delinqüents. Quan s'enfadava, de vegades perseguia els que gosava parlar; i de vegades intentava fer servir la seva espasa. Fujiwara no Mototsune, el Kanpaku, va aprofitar totes les oportunitats possibles per convertir Yōzei cap a una conducta més digna, però l'emperador va tancar les orelles a totes les protestes.[12]
- 884 (Gangyō 8, 1r mes): Els hàbits extravagants i perillosos de l'emperador van continuar sense parar. En un moment donat, Mototsune va venir a la cort i va descobrir que Yōzei havia organitzat un escenari estrany per a la seva diversió: va ordenar a alguns homes que s'enfilessin als arbres, i després va ordenar als altres que fessin servir llances afilades per colpejar aquests homes als arbres fins que van caure a la seva mort. Aquest esdeveniment extraordinari va convèncer a Mototsune que l'emperador era massa "indigne" per regnar. Mototsune es va adonar de mala gana que algú necessitava idear una estratègia per deposar l'emperador. Poc després, Mototsune es va apropar a Yōzei i va comentar que devia ser avorrit estar tan sovint sol, i llavors en Mototsune va suggerir que l'emperador es podria divertir amb una cursa de cavalls. A Yōzei es va sentir atret per aquesta proposta, i va animar amb entusiasme a Mototsune a establir una hora i un lloc per a l'esdeveniment. Es va decidir que aquesta diversió especial per a l'emperador tindria lloc el 4t dia del 2n mes de Gangyō 8.[13]
- 4 de març de 884 (Gangyō 8, 4t dia del 2n mes): El pretext d'una cursa especial de cavalls va atreure l'emperador a abandonar el seu palau. Yōzei viatjava en un carruatge que ràpidament va ser envoltat per una guàrdia pesada. El carruatge va ser redirigit a Yo seí al palau (Yang tchhing yuan) a Nizio, una ciutat situada a poca distància al sud-oest de Miyako. Mototsune es va enfrontar a l'emperador, explicant-li que el seu comportament dement el feia incapaç de regnar i que estava sent destronat. En aquesta notícia, Yōzei va plorar sincerament, la qual cosa va atreure sentiments de compassió d'aquells que van presenciar la seva contrició.[13]

Segons informació molt escassa dels arxius imperials, incloses fonts com Rikkokushi i Nihon Sandai Jitsuroku, l'emperador Yōzei va assassinar un dels seus servidors, una acció que va causar un escàndol massiu a la cort de Heian. La societat japonesa durant l'era Heian era molt sensible als problemes de "contaminació", tant espirituals com personals. Les morts (sobretot matar animals o persones) eren els pitjors actes de contaminació possibles, i justificaven dies de reclusió per purificar-se. Atès que l'emperador era vist com una figura divina i vinculat a les divinitats, la contaminació d'un grau tan extrem comès per la font més elevada es considerava extremadament ruïnosa. Molts dels funcionaris de l'alt tribunal van interpretar les accions de l'emperador Yōzei com una superació dels límits del comportament acceptable, i com una causa justificada perquè l'emperador fos destituït per la força.
En el relat del segle XIV de Kitabatake Chikafusa sobre el regnat de l'emperador Yōzei, es descriu que l'emperador posseïa una "disposició violenta" i no és apte per ser un governant. Al final, quan Fujiwara no Mototsune, que era Sesshō (regent del nen-emperador, 876–880), Kampaku (assessor en cap o primer secretari de l'emperador, 880–890) i Daijō Daijin (gran ministre del Consell). d'Estat), va decidir que Yōzei havia de ser expulsat del tron, va descobrir que hi havia un acord general entre els kuge que aquest va ser una decisió correcta i necessària.
Yōzei va ser succeït per l'oncle del seu pare, l'emperador Kōkō; i durant el regnat del fill de Kōkō, l'emperador Uda, la bogeria va tornar a visitar el turmentat antic emperador:
- 889 (Kanpyō 1, 10è mes): L'antic emperador Yōzei va ser atacat recentment per la malaltia mental. Yōzei entraria al palau i s'adreçaria als cortesans que trobaria amb la major rudesa. Cada cop es va posar més furiós. Va garrotar les dones amb les cordes d'instruments musicals i després va llançar els cossos a un llac. Mentre anava a cavall, va dirigir la seva muntura per atropellar la gent. De vegades simplement desapareixia a les muntanyes on perseguia senglars i cérvols Sika,[15] que en la cosmologia xintoista, eren considerats missatgers dels kami.

Yōzei va viure jubilat fins als 80 anys. Es coneix el lloc real de la tomba d'Yōzei. Aquest emperador és tradicionalment venerat en un santuari sintoista commemoratiu (misasagi) a Kyoto. L'Agència de la Casa Imperial designa aquest lloc com el mausoleu de Yōzei. Es diu formalment Kaguragaoka no Higashi no misasagi.

## Kugyō
Kugyō (公卿) és un terme col·lectiu per als pocs homes més poderosos units a la cort de l'emperador del Japó en èpoques pre-Meiji. En general, aquest grup d'elit només incloïa de tres a quatre homes alhora. Aquests eren cortesans hereditaris l'experiència i els antecedents dels quals els haurien portat al cim de la carrera d'una vida. Durant el regnat de Yozei, aquest àpex del Daijō-kan incloïa:
- Sesshō, Fujiwara no Mototsune (藤原基経), 836–891.[8]
- Kampaku, Fujiwara no Mototsune (藤原基経).
- Daijō-daijin, Fujiwara no Mototsune.[8]
- Sadaijin, Minamoto no Tōru (源融).
- Udaijin, Fujiwara no Mototsune.[8]
- Udaijin, Minamoto no Masaru (源多).
- Naidaijin (no nomenat)
- Dainagon, Minamoto no Masaru (源多).
- Dainagon, Minafuchi no Toshina (南淵年名), 807–877

## Èpoques del regnat de Yōzei
Els anys del regnat d'Yōzei s'identifiquen més específicament per més d'un nom d'època o nengō. Durant aquest temps, la tradició de posar noms a èpoques a causa dels bons auguris va canviar. En canvi, el nom d'una època es podria triar per limitar els efectes d'alguna cosa dolenta.
- Jōgan (859–877)
- Gangyō (877–885)

## Consorts i nens
- Consort (Hola): princesa imperial Kanshin (簡子内亲王子) (m. 914), segona filla de l'Emperador Kōkō
- Consort (Hola): princesa imperial Yasuko (遂子内亲王子) (m. 925), tercera filla de l'Emperador Kōkō
- Consort (Hola): princesa Kyoko (姣子女王; d. 914), filla del príncep imperial Koretada
  - Imperial Príncep Motonaga (Príncep Motonaga; 901–976)
  - Quart fill: príncep Mototoshi imperial (元利亲王子; d. 964)
  - Princesa imperial Chōshi (fill gran; d. 922)
  - Princesa imperial Genshi (倫子内亲王子; d. 930)
- Dama de la cort: filla de Fujiwara no Tonaga
  - Segon fill: Imperial Prince Motoyoshi (Prince Motoyoshi)
  - Príncep Imperial Motohira (príncep Motohira; d. 958)
- Dama de la cort: filla del clan Ki
  - Primer fill: Minamoto no Kiyokage (源清陰; 884–950), Dainagon 948–950
- Senyora de la cort: filla de Tomo Yasuhira
  - Minamoto no Kiyomi (源清鉴; d. 936)
- Dama de la cort: filla del clan Saeki
  - Minamoto no Kiyotō (源清远; d. 912)